# Agrilinae
Sous-famille
Les Agrilinae sont une sous-famille d'insectes de l'ordre des coléoptères, de la famille des Buprestidés.

## Liste des tribus et des genres
- Agrilini
  - Agrilus Curtis, 1825
- Aphanisticini
  - Aphanisticus Latreille, 1810
- Coraebini
  - Coraebus Laporte & Gory, 1836
  - Meliboeus Deyrolle, 1864
- Cylindromorphini
  - Cylindromorphus Kiesenwetter, 1857
  - Paracylindromorphus Théry, 1928
- Trachini
  - Habroloma Thomson, 1864
  - Trachys Fabricius, 1801